# Edino Steele
Edino Steele (6 gennaio 1987) è un velocista giamaicano.

## Palmarès
| Anno | Manifestazione          | Sede           | Evento      | Risultato  | Prestazione | Note             |
| ---- | ----------------------- | -------------- | ----------- | ---------- | ----------- | ---------------- |
| 2006 | Mondiali juniores       | Pechino        | 400 m piani | 5º         | 46"42       |                  |
| 2006 | Mondiali juniores       | Pechino        | 4×400 m     | 6º         | 3'08"28     |                  |
| 2007 | Giochi panamericani     | Rio de Janeiro | 400 m piani | Batteria   | 47"12       |                  |
| 2007 | Giochi panamericani     | Rio de Janeiro | 4×400 m     | 5º         | 3'04"15     |                  |
| 2008 | Mondiali indoor         | Valencia       | 400 m piani | Batteria   | 47"51       |                  |
| 2008 | Mondiali indoor         | Valencia       | 4×400 m     | Argento    | 3'07"69     |                  |
| 2010 | Mondiali indoor         | Doha           | 400 m piani | Semifinale | 46"84       |                  |
| 2010 | Mondiali indoor         | Doha           | 4×400 m     | Finale     | dnf         |                  |
| 2013 | Mondiali                | Mosca          | 4×400 m     | Argento    | 2'59"88     |                  |
| 2014 | Mondiali indoor         | Sopot          | 400 m piani | Semifinale | dq          | Record nazionale |
| 2014 | Mondiali indoor         | Sopot          | 4×400 m     | Bronzo     | 3'03"69     | Record nazionale |
| 2014 | World Relays            | Nassau         | 4×400 m     | 8º         | 3'10"23     |                  |
| 2014 | Giochi del Commonwealth | Gold Coast     | 4×400 m     | 4º         | 3'02"17     |                  |
| 2015 | World Relays            | Nassau         | 4×400 m     | 4º         | 3'00"23     |                  |